# Clementine Abel
Clementine Abel, alias Clelie Betemann, nascida Clementine Hofmeister (Leipzig, 15 de janeiro de 1826-ibidem, 30 de novembro de 1905) era unha escritora alemana.
Estava casada com o livreiro Ambrosius Abel. Escreveu poemas e contos principalmente para jovens. Também trabalhou para vários jornais.

## Obra
- Meine Sonntage. Rückblicke und Erinnerungen (1882)
- An der Mutter Hand (1883)
- Sprüche, Strophen und Stimmungsbilder. Lyrisches und Didaktisches (1889)